# پاولارو

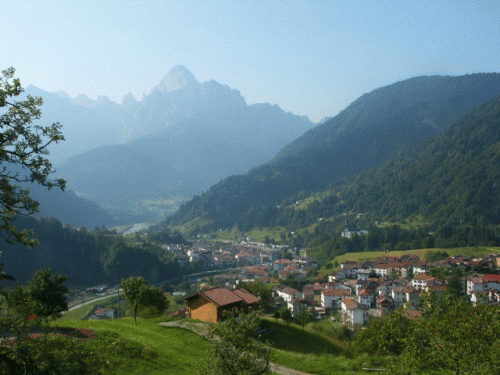
نمایی از پاولارو

پاولارو (به ایتالیایی: Paularo) یک کومونه در ایتالیا است که در استان اودینه واقع شده‌است.

## خصوصیات
پاولارو ۸۴٫۳ کیلومترمربع مساحت و ۲٬۸۹۷ نفر جمعیت دارد.